# Arne Woltmann

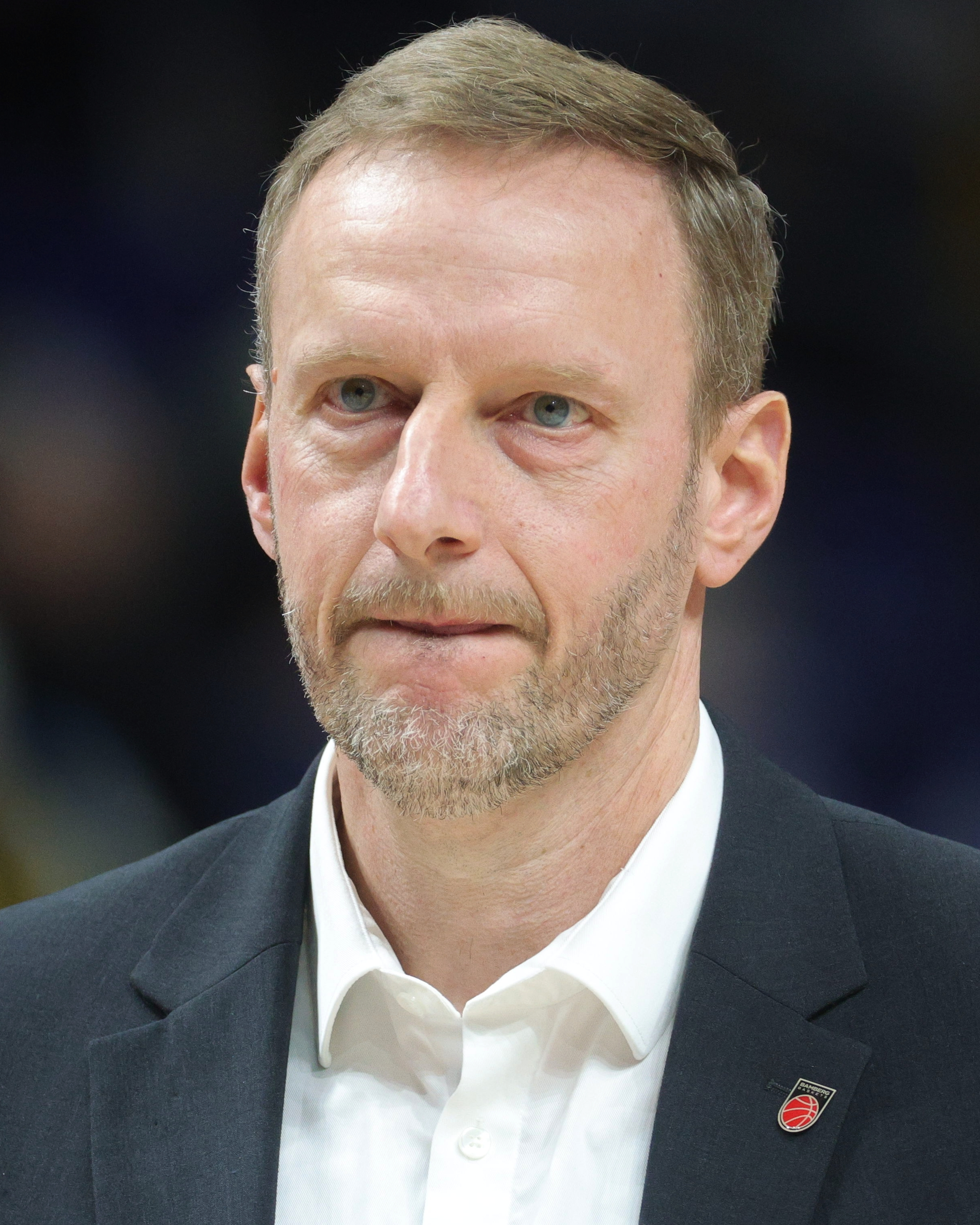
Arne Woltmann, 2024

Arne Woltmann (* 22. August 1974 in Bremerhaven) ist ein deutscher Basketballtrainer, -funktionär und ehemaliger -spieler.

## Karriere
Während seiner Spielerkarriere, die im Alter von zwölf Jahren beim 1. BC Bremerhaven begann, lief Woltmann zwischen 1992 und 1996 in der 2. Bundesliga für den Oldenburger TB und ab 1997 für den TSV Quakenbrück (später Artland Dragons) auf. Mit Quakenbrück gelang dem 2,02 Meter großen Centerspieler 2003 der Sprung in die Bundesliga.
Nach dem Karriereende als Spieler 2006 übernahm Woltmann in Quakenbrück das Amt des Co-Trainers unter seinem ehemaligen Mannschaftskollegen Chris Fleming als Chef. Mit den Artland Dragons wurde er 2008 DBB-Pokalsieger und wechselte zur Saison 2008/09 gemeinsam mit Fleming zu den Brose Baskets Bamberg. Dort war er weiterhin als Flemings Assistent tätig und trug zum Gewinn der deutschen Meistertitel im Jahr 2010, 2011, 2012 und 2013 bei. Darüber hinaus errang Bamberg unter der Leitung von Fleming und Woltmann dreimal den Pokalwettbewerb (2010, 2011, 2012). 2012 gehörte er während der NBA-Summerleague zum Trainerstab der Oklahoma City Thunder. Nach der Entlassung Flemings in Bamberg und der Verpflichtung Andrea Trinchieris als dessen Nachfolger endete Woltmanns Amtszeit bei den Franken im Juni 2014.
Ebenfalls im Juni 2014 wurde er zum Co-Trainer der deutschen Nationalmannschaft berufen und arbeitete in dieser Funktion zunächst unter Emir Mutapčić und dann unter Fleming.
Im Juni 2015 übernahm Woltmann den Cheftrainerposten bei den RheinStars Köln. In deren erster Saison in der 2. Bundesliga ProA führte er die Mannschaft in der Spielzeit 2015/16 auf den zwölften Rang. Im Mai 2016 wurde er neben seiner Tätigkeit in Köln zum Bundestrainer der A2-Nationalmannschaft berufen und betreute die DBB-Auswahl unter anderem im Juli 2016 bei einem Turnier in China. Sein Nachfolger im Amt des A2-Nationaltrainers wurde im März 2017 Mathias Fischer.
Am 9. März 2017 wurde Woltmann in Köln entlassen. Zum Zeitpunkt der Trennung stand die Mannschaft mit zwölf Siegen und 14 Niederlagen auf dem zehnten ProA-Tabellenplatz und hatte zwei Spiele in Folge verloren.
Er kehrte in seine Geburtsstadt zurück und wurde zum 1. Juli 2017 Geschäftsführer des Bundesligisten Eisbären Bremerhaven. Am 21. Dezember 2017 trennten sich die Eisbären von Cheftrainer Sebastian Machowski, Woltmann übernahm diesen Posten bis Saisonende 2017/18 zusätzlich zu seinen Aufgaben als Geschäftsführer. Im Januar 2018 gab er den Geschäftsführerposten an Wolfgang Grube ab und konzentrierte sich somit vollkommen auf seine Aufgaben als Trainer. Am 12. Dezember 2018 wurde Woltmann nach vier Niederlagen in Folge als Eisbären-Cheftrainer entlassen.
Im Februar 2019 arbeitete Woltmann aushilfsweise als Co-Trainer der deutschen Herren-Nationalmannschaft und gehörte auch danach zum Trainerstab. Im Juli 2020 wurde er beim Bundesligisten SC Rasta Vechta als neuer Co-Trainer von Thomas Päch vermeldet, bat aber noch vor dem Dienstbeginn um die Aufhebung der Arbeitsvereinbarung, um bei Žalgiris Kaunas in Litauen Assistent von Martin Schiller zu werden. Als Schiller im Oktober 2021 entlassen wurde, wurde Woltmann kurzzeitig und übergangsweise die Mannschaftsleitung übergeben. Anschließend arbeitete er unter dem neuen Cheftrainer Jurij Zdovc, Anfang Dezember 2021 trennte sich Woltmann von Žalgiris.
Ende Mai 2022 gab Brose Bamberg Woltmanns Rückkehr zum Bundesligisten bekannt. Er wurde bei den Franken Assistenztrainer von Oren Amiel. Im Februar 2024 übernahm Woltmann zunächst das Amt des Cheftrainers bei Bamberg, nachdem Amiel freigestellt worden war. Woltmann führte die Mannschaft bis zum Ende der Saison 2023/24 und wurde unter dem neuen Bamberger Cheftrainer Anton Gavel dann wieder Assistent.